# Unterstützungs- und Ausbildungskräfte der Tschechischen Republik
Das Kommando Unterstützungs- und Ausbildungskräfte der Tschechischen Republik bilden ein teilstreitkräfte-übergreifendes Kommando, das unabhängig von Heer und Luftwaffe dem Oberkommando der tschechischen Streitkräfte untersteht.
Ihm unterstehen die
- 15. Pionier-/Rettungsbrigade mit 7 Pionierbataillonen
- 14. Einsatzunterstützungsbrigade
  - 141. Logistikbataillon
  - 142. Logistikbataillon
- 31. ABC-Abwehrbrigade
  - 311. ABC-Abwehrbataillon
  - 312. ABC-Abwehrbataillon
  - 314. ABC-Warnzentrum
- 101. Fernmeldebataillon
- CIMIC-/PSYOPS Zentrum
- 104. Unterstützungsbataillon
- EW-Zentrum
- Univerzita obrany